# Dewey-féle tizedes osztályozás
A Dewey-féle tizedes osztályozás (DDC) a könyvtári besorolás rendszere, amelyet Melvil Dewey alkotott meg 1876-ban, s azóta huszonkét nagyobb felülvizsgálat során nagymértékben módosítottak és bővítettek; 2004-ben volt a legtöbb modernizálás és módosítás. A DDC-t általában nyilvános és iskolai könyvtárak használják, főleg angolszász nyelvterületen. Európában a DDC módosított változata terjedt el: az egyetemes tizedes osztályozás (ETO).
A DDC minden ismeretet tíz fő osztályba szervez, kezdve az égitől (filozófia és vallás) a földi dolgokig (történelem és földrajztudomány). Ez alól kivétel az első osztály (000: számítástechnika, információ és általános munkák). A felosztás eredete Francis Bacon filozófus tudományfelosztása. A DDC leleménye a kategóriákban és az őket jelölő tizedes jegyekben van; hiszen mindkettő teljesen numerikus és végtelenül hierarchikus. A rendszer tíz fő osztályt használ, amely tovább osztódik, mindegyik fő osztály tíz alosztályra és mindegyik alosztály tíz szekcióra. Így a rendszer képes összefogni 10 fő osztályt, 100 alosztályt és 1000 szekciót.
Eltekintve az általános munkáktól és a szépirodalomtól, a könyvek témájuk szerint vannak osztályozva, kiterjedően a téma összefüggéseire, a helyre, az időszakra vagy a téma típusára. Az osztályozás számai legalább háromjegyűek, egyébként határozatlan hosszúságúak, a negyedik szám előtt egy tizedesponttal elválasztva (például 330 közgazdaság + 94 Európa = 330.94 európai közgazdaság).

## A DDC első két szintjének osztályozása

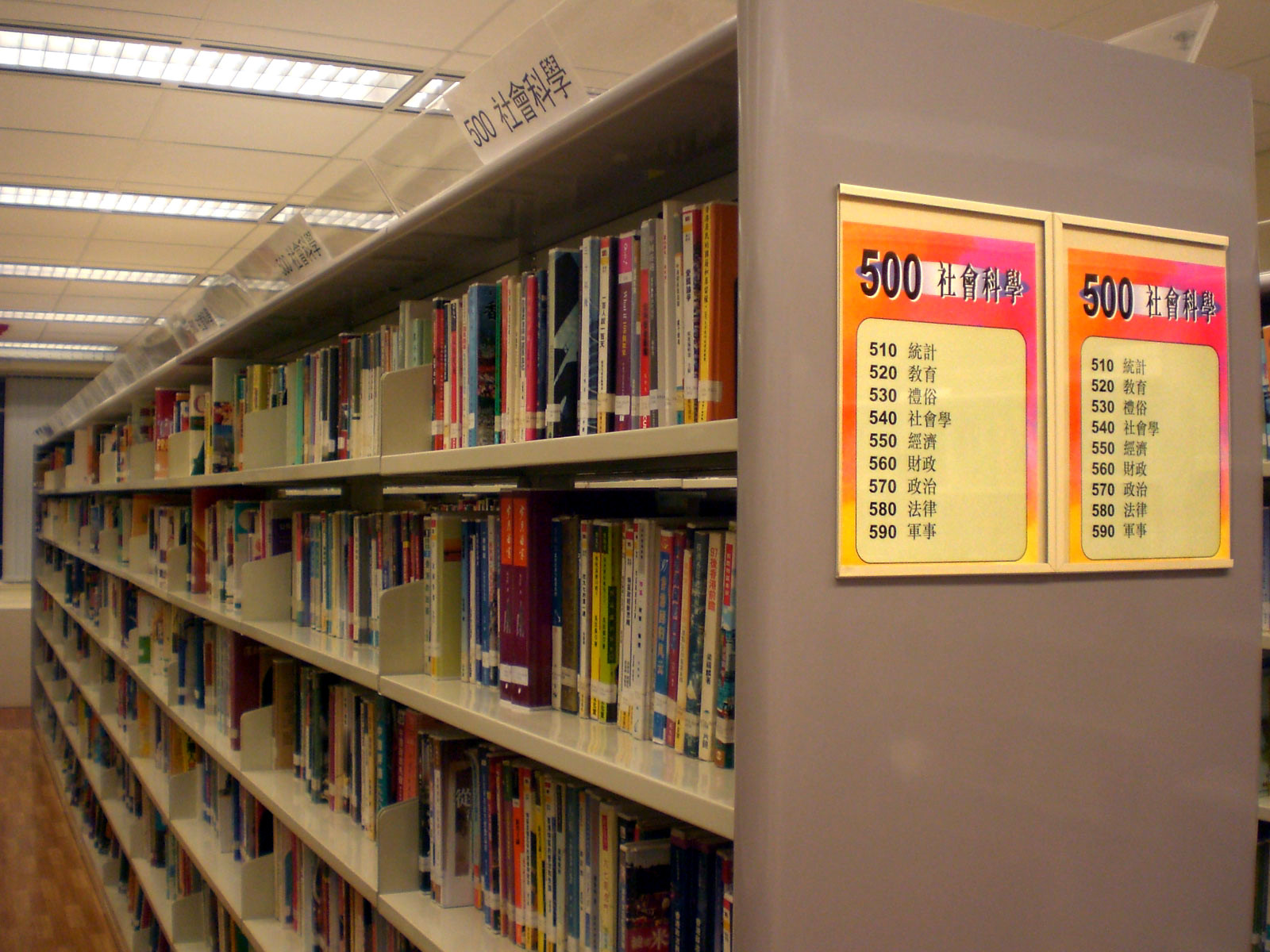
Egy hongkongi könyvtári könyvespolc a kínai könyvtárak új osztályozási rendszere szerint osztályozva, a Dewey osztályozási rendszer adaptációja

### Fő osztályok
- 000 számítástechnika, információ és általános munkák
- 100 filozófia és pszichológia
- 200 vallás
- 300 társadalomtudományok
- 400 nyelvészet
- 500 természettudományok és matematika
- 600 alkalmazott tudományok
- 700 művészet és szabadidő
- 800 irodalom
- 900 történelem és földrajz

### Alosztályok

#### 000 Általános művek
- 010 bibliográfia
- 020 könyvtár és informatika
- 030 általános enciklopédiák
- 040 nem használt
- 050 általános időszaki kiadványok
- 060 szervezetek
- 070 újságírás, könyvkiadás, média
- 080 általános gyűjtemények
- 090 kéziratok és könyvritkaságok

#### 100 filozófia és pszichológia
- 110 metafizika
- 120 ismeretelmélet, okozatok, az emberi faj
- 130 paranormális jelenségek
- 140 jellegzetes filozófiai iskolák
- 150 pszichológia
- 160 logika
- 170 etika
- 180 ősi, középkori, keleti filozófia
- 190 modern nyugati filozófia

#### 200 vallás
- 210 vallásfilozófia és valláselmélet
- 220 a Biblia
- 230 kereszténység
- 240 keresztény erkölcs és a lelki élet teológiája
- 250 keresztény rendek és helyi egyházak
- 260 társadalmi és egyházi hittudomány
- 270 a kereszténység története és keresztény szekták
- 280 keresztény felekezetek
- 290 összehasonlító vallás és egyéb vallás

#### 300 társadalomtudomány
- 310 statisztika
- 320 államtudomány
- 330 közgazdaságtan
- 340 jog
- 350 közigazgatás
- 360 társadalmi programok és szolgáltatások
- 370 oktatás
- 380 kereskedelem
- 390 szokás, etikett, folklór

#### 400 nyelvészet
- 410 nyelvtudomány
- 420 angol és óangol nyelv
- 430 német nyelv
- 440 francia nyelv
- 450 olasz, román, réto-román nyelv
- 460 spanyol és portugál nyelv
- 470 latin nyelv
- 480 görög nyelv
- 490 egyéb nyelvek

#### 500 természettudomány és matematika
- 510 matematika
- 520 csillagászat
- 530 fizika
- 540 kémia
- 550 geológia (kövek és ásványok)
- 560 őslénytan
- 570 biológia
- 580 növények
- 590 állatok

#### 600 technológia és alkalmazott tudományok
- 610 gyógyítás
- 620 műszaki tudományok
- 630 mezőgazdaság
- 640 háztartástan (szakácskönyvek)
- 650 vállalatvezetés
- 660 vegyészet
- 670 gyártás
- 680 „Manufacture for specific uses”
- 690 építkezés

#### 700 művészetek, sport, szabadidő
- 710 polgári és tájkép művészet(?)
- 720 építészet
- 730 plasztika (szobrászat)
- 740 rajz és díszítő művészet
- 750 festészet
- 760 képzőművészet
- 770 fényképészet
- 780 zene
- 790 szabadidő, előadó művészet (film, színjátszás,tánc), játék, sport

#### 800 irodalom és szónoklattan
- 810 amerikai irodalom
- 820 angol és óangol irodalom
- 830 német irodalom
- 840 francia irodalom
- 850 olasz, román irodalom
- 860 spanyol, portugál irodalom
- 870 latin irodalom
- 880 görög irodalom
- 890 egyéb irodalom

#### 900 földrajz, történelem, életrajz
- 910 földrajz, utazás
- 920 életrajz, származás, kitüntetések
- 930 ókori világ
- 940 Európa
- 950 Ázsia
- 960 Afrika
- 970 Észak-Amerika
- 980 Dél-Amerika
- 990 Ausztrália és egyéb területek